# Studia Historiae Oeconomicae
Studia Historiae Oeconomicae (SHO) – czasopismo naukowe, rocznik poświęcony historii gospodarczej i społecznej.

## Historia
SHO utworzone zostało w 1966 r. w Poznaniu przez Czesława Łuczaka i Jerzego Topolskiego na Uniwersytecie im. Adama Mickiewicza, a jego pierwszy numer ukazał się w 1967 r.
Główną ideą, która przyświecała założycielom tego czasopisma naukowego było przełamywanie bariery językowej i prezentowanie dokonań naukowych polskich historyków gospodarczych i społecznych w skali światowej. W związku z tym od pierwszego numeru artykuły publikowane w SHO były tłumaczone na języki obce. Aktualnie SHO ukazuje się w języku angielskim w wersji papierowej na Wydziale Historii UAM i elektronicznej na platformach Sciendo De Gruyter oraz PressTo UAM.
Redaktorami SHO byli Czesław Łuczak i Jerzy Topolski, Witold Szulc, Marek Żurowski, Stefan Kowal, Roman Macyra i aktualnie Tadeusz Janicki. Do 2024 r. ukazały się 42 tomy.